# سان مارتن أو لايرت
سان مارتن أو لايرت (بالفرنسية: Saint-Martin-au-Laërt)‏ هي بلدية تقع في إقليم باد كاليه من منطقة نور با دو كاليه في شمال فرنسا. تبلغ مساحة هذه المدينة 4.94 (كم²)، وترتفع عن سطح البحر 11 م، يبلغ عدد سكانها 3981 نسمة حسب إحصاء المعهد الوطني للإحصاء والدراسات الاقتصادية سنة 2009 م. وترأس Bertrand Petit البلدية خلال فترة (2001-2008).